# Айн с тремя точками сверху
ڠ (айн с тремя точками сверху) — дополнительная буква арабского алфавита, образованная от буквы айн (ع) путём добавления трёх точек над самой буквой.

## Использование
- ڠ использовалась в языке йоруба на основе письменности аджам, где обозначала звук [ɡ͡b].
- Двадцать первая буква в арабском алфавите малайского языка. Обозначает звук [ŋ].
- Тридцать третья буква языка кховар, где обозначает звук [ɣ].
- Двадцать седьмая буква коморского языка.
- Присутствует в Национальном чадском алфавите, где эквивалентна латинской Ŋ.
- Шестнадцатая буква языка маба.
- Используется в арабском алфавите языка рохинджа, в латинице соответствует диграф Ng, а в письменности ханифи — 𐴚.
- Четырнадцатая буква арабского алфавита языка тернате, соответствует латинской Ng.

Также, до начала латинизации дагестанских языков ڠ использовалась для записи звука [q:] в лакском, лезгинском и в даргинском языках.

## Формы
Стоящая в начале слова айн с тремя точками сверху пишется, как ڠـ; в середине слова — как ـڠـ и в конце слова — ـڠ.